# Chigasaki
Chigasaki (茅ヶ崎市?) è una città giapponese della prefettura di Kanagawa.

## Luoghi di interesse
La zona costiera tra Chigasaki e Kamakura è chiamata "Shonan". Secondo alcuni, l'area di Shonan si estende oltre Chigasaki fino ad Hiratsuka ma in molti considerano Chigasaki come limite ultimo. Popolare destinazione estiva, Chigasaki è rinomata per essere il luogo di nascita del surf in Giappone. Un negozio chiamato "Goddess" a soli 20 metri dalla spiaggia di Chigasaki (presso l'adiacente città di Tsujido) vanta di essere il primo negozio di tavole da surf in Giappone. Una sezione della spiaggia a Chigasaki è chiamata "Southern Beach", ispirata dal gruppo j-pop "Southern All Stars", il cui cantante Keisuke Kuwata è originario di Chigasaki. Southern Beach è contrassegnata dal monumento "Southern C".
Il simbolo di Southern Beach è l'Eboshi-Iwa, una grande roccia a forma di cappello visibile dalla costa.